# 石切山駅
石切山駅（いしきりやまえき）は、かつて北海道札幌市南区にあった定山渓鉄道線の駅（廃駅）である。同線の廃線により1969年（昭和44年）に廃駅となった。

## 概要
1918年（大正7年）10月18日の定山渓鉄道（現・じょうてつ）開業時より、当駅は存在していた。1949年（昭和24年）に駅舎が竣工される。駅舎は平岸通に面しており、木造で一部が石造りである。
定山渓鉄道廃線後も、駅舎は「石山振興会館」として利用されている。定山渓鉄道線の唯一保存された駅舎である。

## 歴史
- 1918年（大正7年）10月17日：現在の国道230号の南側を通っていた旧線[注釈 1]の開業と共に現在の札幌市南区石山2条3丁目13-3付近に設置。
- 不明 - 線路のルート変更にて現位置に移転。
- 1949年（昭和24年）：現在の駅舎が竣工。
- 1969年（昭和44年）11月1日：定山渓鉄道線廃止に伴い廃駅。
- 1976年（昭和51年）：駅舎の所管が札幌市に移行する。

## 駅周辺
- 平岸通
- 石山通
- じょうてつバス「石山中央」停留所
- 豊平川

## 駅跡
現在は「石山振興会館」として利用されている。石山商店街振興組合事務所が置かれており、許可を得れば内部の観覧が可能である。同会館は石山商店街振興組合による月2回の朝市や、月1回のコミュニティーサロン「駅」、北海道日本ハムファイターズ選手交流会の会場にも利用されている。
2006年（平成18年）3月7日、札幌景観資産の第10号「旧石切山駅」として指定を受けた。

## 隣の駅
定山渓鉄道
定山渓鉄道線
緑ヶ丘停留所 - 石切山駅 - 藤の沢駅